# Graciela Chichilnisky
Graciela Chichilnisky (1944, Buenos Aires, Argentina) es una economista y matemática argentino-estadounidense, experta en cambio climático. Es profesora de economía en la Universidad de Columbia. Chichilnisky ingresó en el programa de doctorado en matemáticas en el Instituto Tecnológico de Massachusetts. Después de trasladarse a la Universidad de California en Berkeley, completó su doctorado en matemáticas en 1971. Luego obtuvo un segundo doctorado en economía en 1976. Es conocida por proponer y diseñar el comercio de emisiones de carbono subyacente al Protocolo de Kioto.

## Estudios iniciales
Chichilnisky nació en Buenos Aires, hija de inmigrantes judíos rusos. Tuvo un hijo cuando cursaba la escuela secundaria. En julio de 1966 el gobierno militar argentino intervino violentamente la Universidad de Buenos Aires el 29 de julio durante La Noche de los Bastones Largos, por lo que tuvo que exiliarse. Sin tener ningún título universitario, Chichilnisky se matriculó en el programa de doctorado en matemáticas en el Instituto Tecnológico de Massachusetts, en la que fue le fue otorgada la beca de la Fundación Ford. Después se trasladó a la Universidad de California, Berkeley en 1968, donde completó su doctorado en matemáticas en 1971, escribiendo su tesis bajo la supervisión de Jerrold E. Marsden. Luego obtuvo un segundo doctorado en economía en 1976 bajo la supervisión de Gérard Debreu, un economista matemático y Premio Nobel .